# Gert Bastian
Gert Bastian Jacobsen (født 22. august 1915 i Store Magleby, død 26. juni 1987 i Roskilde) var en dansk skuespiller og operasanger.
Han debuterede som skuespiller i 1946 på Nørrebros Teater og som operasanger (baryton) i 1949. Som sanger opnåede han hurtig popularitet og var i en årrække tilknyttet Den Fynske Opera og Den Jyske Opera. Blandt de partier han sang, kan nævnes Figaro i Barberen i Sevilla, Rocco i Fidelio og Don Alonso i Cosi fan tutte.
Som skuespiller turnerede han med Det Danske Teater og var fra 1969 ansat på Odense Teater. Han medvirkede gennem livet i en række operetter og koncerter, ligesom han også nåede at optræde i flere spillefilm, af hvilke kan nævnes For frihed og ret (1949), Sommer i Tyrol (1964) og Babettes gæstebud (1987) samt tv-serien En gang strømer.
Han er far til musikeren Peter Bastian.